# Saad Zaghloul

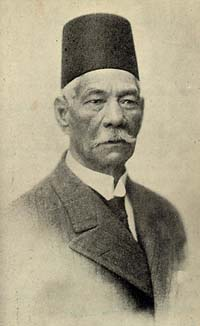

Saad Zaghloul (em árabe: سعد زغلول; também:  Saad Zaghlûl, Sa'd Zaghloul Pasha ibn Ibrahim; nascido em julho de 1859 e falecido em 23 de agosto de 1927) foi um político egípcio. Depois de dirigir o Partido Wafd, tornou-se primeiro-ministro em 26 de janeiro de 1924, cargo que ocupou até 24 de novembro de 1924. Ele era o irmão de Ahmed Fathi Zaghloul, e assim como seu irmão, lutava pela independência do Egito do domínio britânico.
Os britânicos tentaram enfraquecer a causa nacionalista, prendendo e exilando Zaghlul, porém esta ação provocou protestos, desobediência civil e tumultos que levaram a Revolução Egípcia de 1919.